# Palazzo del Genio Civile (Grosseto)
Il palazzo del Genio Civile di Grosseto è un edificio situato in corso Carducci a Grosseto.

## Storia
Agli esordi nel XX secolo si rende necessaria una nuova sede per gli uffici del Genio civile: questa è individuata in un immobile di corso Carducci, destinato a negozi e uffici, per l'occasione variato nell'impianto e nel disegno della facciata dall'ingegnere di prima classe del genio Federico Bartolini. L'edificio è inaugurato nel gennaio del 1911. Nel 1929 viene realizzato un primo ampliamento, su progetto di Corrado Costa, che comporta la realizzazione del fronte posteriore, differenziato stilisticamente rispetto alla facciata. Nel 1952 si realizza, su progetto dell'ingegner Ramella del Genio civile, il quarto piano dell'immobile, arretrato rispetto al filo stradale: l'ampliamento propone un lessico coerente con la propria epoca e di conseguenza del tutto estraneo al composto modernismo della sottostante facciata.

## Descrizione

### Ubicazione

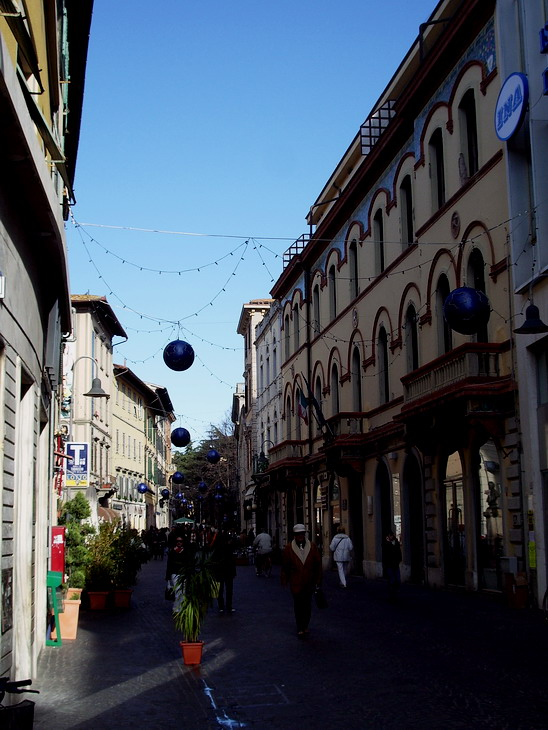
Corso Carducci con il palazzo del Genio Civile in primo piano a destra

L'edificio è situato nel centro storico di Grosseto, all'interno della città murata, e si affaccia su viale Carducci, asse di collegamento trasversale tra la porta nord del circuito murario e l'epicentro di piazza Duomo nonché 'corso' destinato al passeggio e alle attività commerciali. Il fronte principale è inquadrato, oltre l'asse occidentale di viale Carducci, da uno slargo triangolare (definito dai palazzi dell'Archivio di stato e delle Guardie municipali) e è fiancheggiato a nord dalla facciata liberty del palazzo Tognetti e a sud dal fronte del palazzo dell'Ina, ambedue allineati col filo stradale. Sul retro l'edificio affaccia su piazza Indipendenza, caratterizzata sul lato nord dall'abside romanico della chiesa di San Pietro e sul lato est dal volume isolato della chiesa di San Francesco: tale affaccio si connota diversamente al fronte principale, sia nei motivi decorativi che nel disegno delle aperture, a sottolineare la diversità del contesto urbano e della funzione (accesso secondario di servizio).

### L'esterno
L'edificio ha un impianto articolato e una volumetria compatta, sviluppata su 4 piani fuori terra. È caratterizzato per la diversa qualificazione stilistica dei due fronti: quello più rappresentativo, su corso Carducci, presenta un lessico moderatamente modernista mentre quello sul retro - successivo - si qualifica per soluzioni più semplificate e per un diverso uso dei materiali.
La facciata principale propone una partitura rigorosamente simmetrica, caratterizzata da una teoria di nove aperture per piano e dal lieve aggetto delle due ali laterali e unificata dal paramento in intonaco sul quale risaltano i fregi ceramici e in laterizio. Al piano terra le 9 aperture arcate sono destinate a attività commerciali, a eccezione della centrale, ingresso principale agli uffici. Il piano nobile si caratterizza per la presenza di tre balconi (rispettivamente in asse con il portone centrale ed in corrispondenza delle due ali laterali), per le fasce e la ghiera arcata in laterizio e per il fregio ceramico marcapiano. Quest'ultimo, costituito da formelle rappresentanti i simboli della Maremma (la Gorgone e la Chimera) e del mondo agrario (evidente espressione dell'originaria destinazione dell'ufficio del Genio a controllo delle terre bonificate), è interrotto dagli elementi laterizi delle mensole reggibalcone e dei conci in chiave delle sottostanti arcate, motivi decorativi di chiara derivazione neorinascimentale. Il secondo piano presenta, semplificati, gli stessi temi e è concluso, nella superficie compresa tra la ghiera in laterizio delle finestre e la cornice sottogronda in mattoni, da una fascia ceramica decorata con motivi floreali. Arretrato rispetto al filo della gronda si sviluppa l'ultimo piano che propone una serie di nove semplici finestre, allineate con le sottostanti aperture.
Il fronte retrostante, su tre piani fuori terra, è caratterizzato su tutti i livelli da una teoria di finestre architravate, con cornice in travertino e mattoni a riquadrare il davanzale e l'architrave. Una fascia in mattoni (di piatto e di coltello) scandisce orizzontalmente i vari piani e la cornice sottogronda, sulla quale si imposta la balaustra in mattoni della terrazza praticabile.

### L'interno

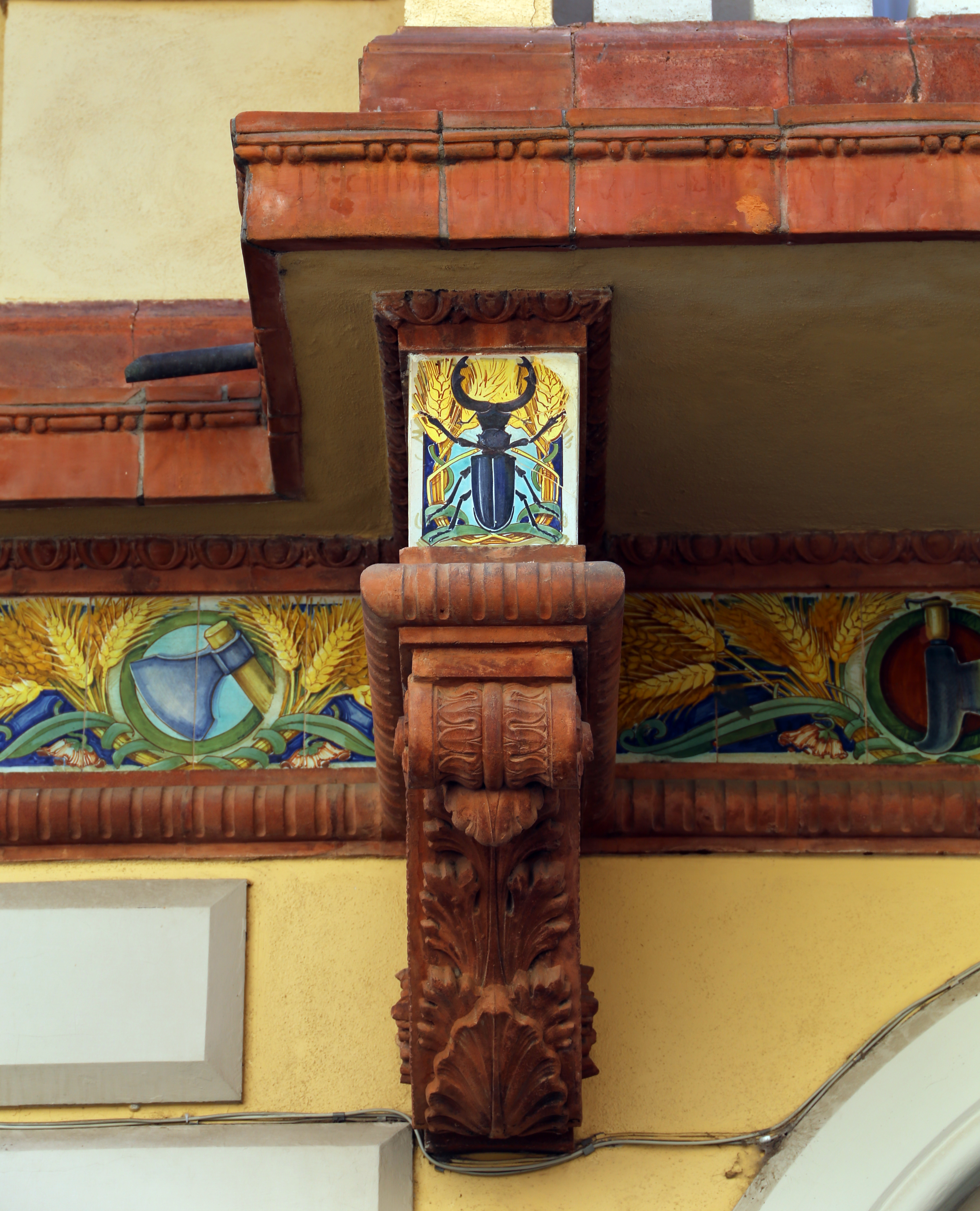
Decorazioni ceramichee

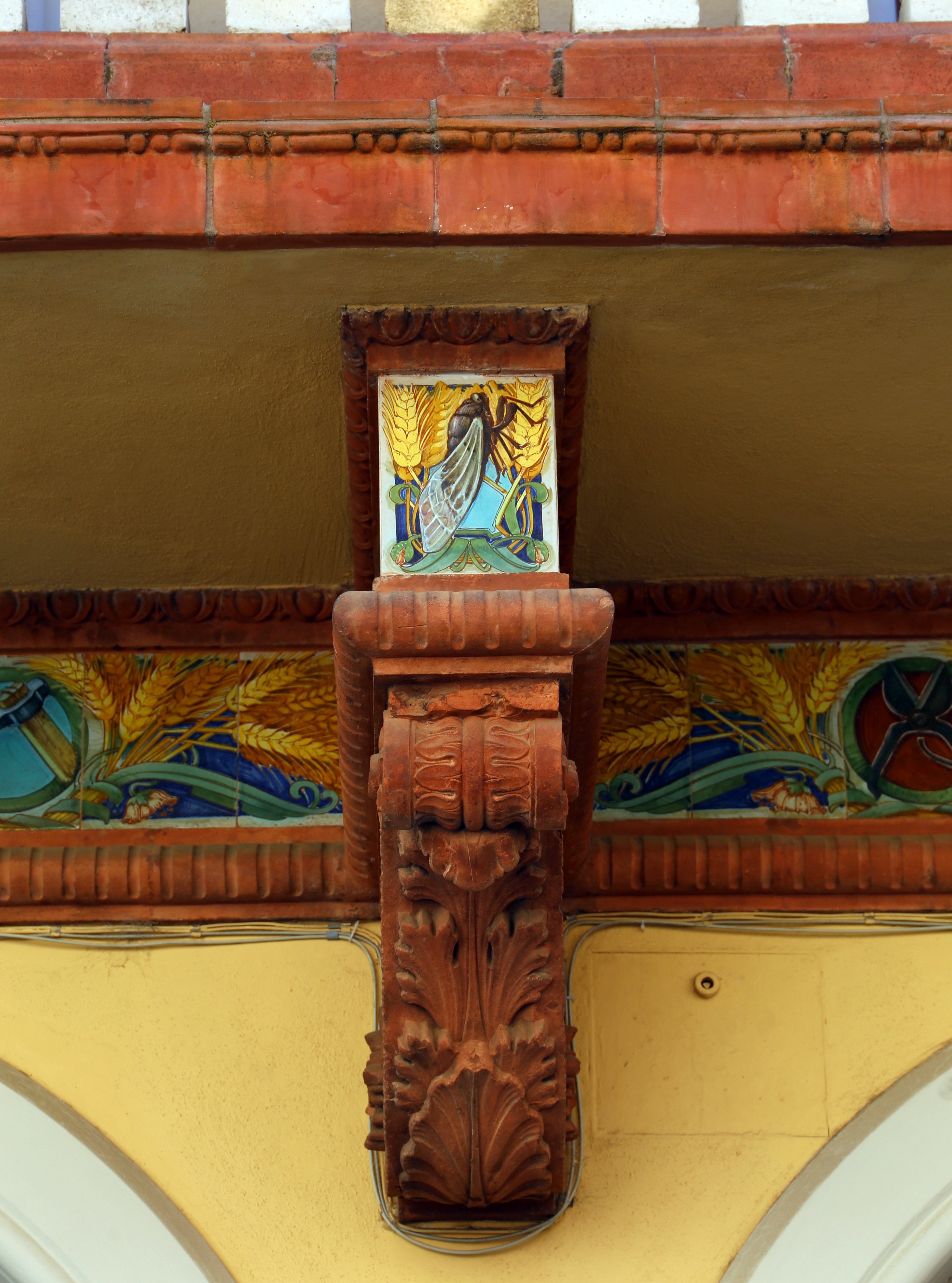
Decorazioni ceramichee

Il portale su via Carducci immette in un vestibolo (con fascia basamentale in travertino) che conduce ai vani di servizio del piano terra (appartamento del custode e magazzini) e all'atrio, caratterizzato da un'ampia finestra arcata (con affaccio sulla chiostrina centrale) e dalla scala a tre rampe, con ringhiera e lampada in ferro battuto: da questa si accede ad un corridoio anulare (perimetrale ai due nuclei del vano scale e della chiostrina) dal quale si raggiungono gli uffici ed i corridoi secondari dei tre sovrastanti piani. Al piano primo e secondo sono situati gli uffici del Genio civile, al terzo quelli del provveditorato alle Opere pubbliche e l'appartamento dell'Ingegnere capo.

## Critica
Su un quotidiano dell'epoca dell'inaugurazione si legge (L'Ombrone, 1911): "l'insieme è nuovo, elegante e svelto; la decorazione in terracotta vagamente e variamente istoriata è sobria ed adatta all'ambiente, aggraziato l'accozzo delle tinte, adatto leggero e ben disegnato il cornicione che termina bellamente la fabbrica. In complesso il nuovo edificio, decoroso ed elegante, abbellisce ed orna non poco il nostro Corso". Letizia Franchina (1995, p. 98) commenta la "bella facciata d'impianto classico, scandita da portali ad arco ed arricchita da fregi in maiolica dipinta che esaltano l'eleganza dell'impianto".